# Aleksei Konstantínovitx Tolstoi
|  | No s'ha de confondre amb Aleksei Nikolàievitx Tolstoi. |

El comte Aleksei Konstantínovitx Tolstoi (rus: Алексей Константинович Толстой - Sant Petersburg, 5 de setembre de 1817 - Krasni Rog, gubèrnia de Txernígov, actual óblast de Briansk, 10 d'octubre de 1875) fou un escriptor, poeta i dramaturg rus.

## Biografia
Tolstoi provenia de la coneguda família noble russa dels Tolstoi i era cosí llunyà de Lev Tolstoi. Poc després del seu naixement, els seus pares es van separar i va ser criat per la seva mare i educat pel seu padrí i oncle, l'escriptor Aleksei Perovski (pseudònim d'Antoni Pogorelski). Va passar la seva primera infància a les finques de la seva mare. En 1826 fou admès al cercle més proper del jove hereu al tron, i més tard tsar, Alexandre II com a company de jocs. Més tard va viure amb Perovski a Ucraïna; Aleksei va tenir bons professors particulars i a l'edat de sis anys ja parlava amb fluïdesa francès, alemany i anglès. Més tard també aprendria italià.Va acompanyar al seu padrí en els seus viatges a l'estranger on, entre altres coses, va conèixer Goethe. Inspirat i encoratjat per aquest ambient artístic, Tolstoi va començar a escriure ben d'hora.
Als 17 anys, en 1834, Tolstoi va ser enviat a estudiar als arxius de Ministeri d'Afers Exteriors a Moscou; El 1835 va aprovar l'examen d'ingrés i va ser destinat al servei diplomàtic. El 1836 mor a Varsòvia (per causa d'una tuberculosi) el seu padrí Perovski. Tolstoi va treballar en un càrrec menor, entre 1837-1840, en la missió d'observadors de Rússia al Parlament Federal de Frankfurt am Main. Poc després, però, va obtenir una llicència i va viatjar en els anys següents per Alemanya, França, Itàlia i també per Rússia, i es va dedicar de ple a les seves activitats literàries. El 1841 va aparèixer sota el pseudònim "Krasnogorski" la seva primera novel·la El vampir (Упырь). No obstant això, va romandre oficialment en els serveis diplomàtics i va rebre a 1851 el rang de mestre de cerimònies (Kammerjunker). "Els seus primers reptes literaris consistiren en poemes lírics, on es parava especial atenció als profunds sentiments expressats en ells, mitjançant girs originals, la frescor i la bellesa de les descripcions de la natura i l'íntim amor per la gent" (Enciclopèdia Meyers, 1888)
En els anys 40 Tolstoi va treballar en la seva novel·la històrica El príncep Serebriani (Князь Серебряный), que va completar el 1861. Alhora va fer una vida força mundana, un luxe que es podia permetre com a protegit del tsarèvitx. Això també inclogué, probablement, la seva llarga i tempestuosa història d'amor amb Sofia Andréievna Miller, l'esposa d'un oficial de la Guàrdia, que no va donar el seu consentiment per al divorci, motiu pel qual el seu matrimoni només es va poder formalitzar el 1863. La major part de la poesia d'amor de Tolstoi d'aquest període s'adreçava a la seva estimada. Molts dels seus poemes i balades aquest període van ser musicats per compositors russos.
Durant la Guerra de Crimea (1853-1856) Tolstoi es va unir a l'exèrcit, seguint la crida patriòtica general, però no va ser enviat al front perquè va emmalaltir de febre tifoide. Després del seu retorn - Alexandre II havia succeït al seu pare en el tron - fou promogut com a assistent personal del nou tsar el dia de la cerimònia de coronació. Va trigar tres anys a desfer-se d'aquest tediós privilegi, que implicava tasques habituals al palau, un fet que interferia amb la seva incipient carrera literària. No obstant això, Tolstoi va fer valer la seva proximitat al tsar per ajudar els amics caiguts en desgràcia, incloent Ivan Turguénev. També va intervenir en favor del retorn de Taràs Xevtxenko del seu exili al Caucas.
En 1859 va demanar un nou permís il·limitat, i en 1861 es va retirar definitivament a la vida privada, per dedicar-se completament a la poesia. Ja el 1854 havia creat, juntament amb els seus dos cosins Aleksei i Vladímir Jemtxújnikov, i sota el pseudònim Kozmà Prutkov, textos literaris paròdics i crítics, que van ser publicats a Sovreménnik, seguits, en conseqüència, per un obituari del fictici Kozmà Prutkov.
Després del seu retir, el poeta va viure a les seves terres prop de Sant Petersburg i a la gubèrnia de Txernígov; el 1862 es va publicar el seu drama Don Joan (Дон Жуан), una variació original del conegut personatge, seguit després d'una trilogia dels drames de tsars: La mort d'Ivan el Terrible (Смерть Иоанна Грозного, 1866), Tsar Fiódor  (Царь Федор Иоаннович, 1868) i Tsar Borís (Царь Борис, 1870).
En els seus últims anys, Tolstoi es va centrar més a escriure balades satíriques i poemes. La seva situació financera es va deteriorar significativament durant aquests anys, així com el seu estat de salut. A.K. Tolstoi va entrar en la dècada de 1870 com un home molt malalt, que patia d'asma, angina de pit, neuràlgies i forts mals de cap. Les visites regulars als metges europeus només alleujaven temporalment les seves condicions. A la primavera de 1875 Tolstoi va començar a prendre morfina. "Ara em sento molt millor, almenys la neuràlgia ha marxat. Mai abans havia estat tan mancat d'alè. Els atacs d'asma són contínues", es queixava en una carta a la poeetessa Karolina Pàvlova (que també era traductora de les seves obres de teatre) el 8 de juliol de 1875.
El 10 d'octubre de 1875 Tolstoi moria a la seva finca d'Ucraïna a Krasni Rog, per una sobredosi de la morfina que prenia per prescripció mèdica. Dos anys abans de la seva mort havia estat triat membre corresponent de l'Acadèmia de les Ciències de Sant Petersburg. El 1879 va aparèixer una col·lecció completa dels seus poemes lírics i èpics.

## Obres
- La família del Vurdalak (1840)
- El vampir (1841)
- La pecadora (1858)
- Don Joan (1862)
- La mort d'Ivan el Terrible (1864)
- Tsar Fiódor (1868)
- El drac (1875)
- Tsar Borís (1876)
- Príncep Serebrenni

## Traduccions al català
- Poesia russa. Antologia / A cura d'Elena Vidal i Miquel Desclot. Edicions 62 - La caixa, Barcelona, 1983 ISBN 8429720774 ISBN 9788429720778